# Litvánia világörökségi helyszínei
Litvánia területéről eddig öt helyszín került fel a világörökségi listára, egy helyszín a javaslati listán várakozik a felvételre.
| | Vilnius történelmi központja |
| 1994, kisebb módosítás: 2012 |                              |
| Kulturális (II)(IV) |                              |
| Védett terület: 352,1 ha, puffer zóna: 1 912,2 ha, hivatkozás: 541 |                              |
| A Neris folyó völgyében fekvő Vilnius a 13. és a 18. század között a Litván Nagyfejedelemség fővárosa volt. Litvánia lakossága a 14. század végén tért át a keresztény hitre így kapcsolatokat építhetett a keleti mellett a nyugati világgal is. A rendszeres támadások és tűzvészek okozta károk ellenére dinamikusan fejlődött és nagy hatást gyakorolt Kelet-Európa jelentős részének építészetére. Fénykorát a 15. és a 16. században élte, amikor közvetítő szerepet játszott Oroszország és a Hanza-szövetség között. Fennmaradt építményei gótikus, reneszánsz, barokk és klasszicista stílusban épültek, ezenkívül megőrizte középkori városszerkezetét is. Alaprajza kör alakú és a várnegyed köré szerveződik. Ma is látható templomainak túlnyomó többsége a 17. században épült. A történelmi központhoz három vár és a középkori fallal körülvett terület tartozik. Legfontosabb épületei a gótikus stílusban épült Szent Anna-templom, a szintén gótikus Szent Miklós-templom, a 17. században épült Szent Péter és Pál-templom, a 18. század végén klasszicista stílusban emelt Szent Szaniszló-katedrális, valamint a városháza és barokk stílusú nemesi paloták. |                              |

| | Kur-földnyelv |
| Litvánia és Oroszország közös világörökségi helyszíne |               |
| 2000 |               |
| Kulturális (V) |               |
| Védett terület: 33 021, hivatkozás: 994 |               |
| A balti-tengeri Kur-öbölben fekvő 98 kilométer hosszú, egyes helyeken fél, máshol négy kilométer szélességű földnyelven Litvánia és Oroszország osztozik. A terület már az őskorban is lakott volt, az évezredek során a helyieknek mindig komoly problémát jelentett a szél és a tenger eróziós hatása. A lakosok erdőtelepítéssel és a part megerősítésével igyekeztek megállítani a környezet pusztulását. A földnyelv vándorló homokdűnéiről ismert, ezek közül a legnagyobb a Nagy-dűne Nida falu mellett található. Ez Európa legnagyobb homokdombja, magassága eléri a hatvan métert. A homokdombok kis területen vándorolnak, mozgásukat fák ültetésével igyekeznek keretek között tartani. A félszigeten halászfaluk épültek, a legkorábbiak házai fából nádtetővel. A 19. század végétől már bonyolultabb épületeket, világítótornyot, iskolákat, templomokat és villákat is emeltek. A nemzeti park legfontosabb kulturális értékei a 19. századból származó halászkunyhók és tanyák. A tanyák általában három épületből állnak, egy lakóházból egy karámból és a halak tartósítására szolgáló füstölőházból. |               |

| | Kernavé régészeti területe |
| 2004 |                            |
| Kulturális (III)(IV) |                            |
| Védett terület: 194,4 ha, puffer zóna: 2 455,2 ha, hivatkozás: 1137 |                            |
| Kernavé régészeti területén tízezer éves időintervallumból tártak fel leleteket. A legkorábbi emlékek a kőkorból valók, a legfiatalabbak a középkorra datálhatók. A régészeti helyszín kétszáz hektáron terül el és magába foglalja Kernavé városát is. A feljegyzésekben először 1279-ben említett, a középkorban jelentős települést Litvánia első fővárosának tartják. A 14. században teuton lovagok törtek be a területre, a város ekkor komoly károkat szenvedett, de egészen a modern időkig használatban maradt. A helyszínhez a városon kívül dombokra épített erődítmények romjai, meg nem erősített települések maradványai és temetkezési helyek tartoznak. A térségben a korai földművelés nyomait is kimutatták, az erődítmények egy kiterjedt védelmi vonal elemei voltak. Temetkezési helyüket a városon kívül egy domb tetején alakították ki. Temetkezési szokásaik figyelemre méltóak ezek közül az egyik, hogy balzsamozó vásznakat is használtak. Ez Litvánia, az utolsó pogány európai állam és a szomszédos keresztény országok hagyományainak egymásra való hatását mutatja. |                            |

| | Struve földmérő vonal |
| Észtország, Fehéroroszország, Finnország, Lettország, Litvánia, Moldova, Norvégia, Oroszország, Svédország és Ukrajna közös világörökségi helyszíne. |                       |
| 2005 |                       |
| Kulturális (I)(IV)(VI) |                       |
| Hivatkozás: 1187 |                       |
| A 19. századra a háromszögeléses módszer módszer már elérte azt a fejlettségi szintet, hogy rendszeresen alkalmazták a földméréseknél. Friedrich Georg Wilhelm von Struve német csillagász eldöntötte, hogy ezzel a módszerrel pontosan meghatározza a Föld formáját és nagyságát. A méréseket úgynevezett háromszögelési technikával, mérőpontok által meghatározott háromszöghálózat segítségével végezték. A munkát 1816-ban kezdték el és majdnem negyven évvel később 1855-ben fejezték be. A cél a tartui meridián, a Tartu városán áthaladó hosszúsági kör pontos megmérése volt. A tíz országon (Norvégia, Svédország, Finnország, Oroszország, Észtország, Lettország, Litvánia, Fehéroroszország, Ukrajna, Moldovai Köztársaság) áthaladó földmérő vonal a Jeges-tengertől a Fekete-tengerig húzódik, hossza 2820 kilométer, 258 háromszögből és 265 felsőrendű és 60 alsórendű pontból áll. A telepített mérési pontokból napjainkra 34 maradt meg. |                       |

| | Kaunas modernista építészete |
| 2023 |                              |
| Kulturális (IV) |                              |
| Védett terület: 451,6 ha, puffer zóna: 407,4 ha, hivatkozás: 1661 |                              |
| Kaunas modernista stílusban emelt épületei a gyors urbanizációról tanúskodnak, ami Kaunas vidéki jellegű városát az első és a második világháború között Litvánia ideiglenes fővárosává váló modern településsé alakította át. Az átalakítást a helyi lakosok közössége szorgalmazta, az újonnan kialakított városszerkezet a település egy korábbi elrendezéséhez igazodott. A modern Kaunas jelentősége leginkább a Naujamiestis (Újváros) és a Žaliakalnis (Zöld domb) közötti területek kialakításában, valamint a két világháború közötti időszakban épített középületekben, városi terekben és rezidenciákban nyilvánul meg. Az eltérő stílusban emelt épületek annak az építészeti kifejezőkészségnek a példái aminek gyökereit a modern építészeti mozgalom magában Kaunasban találta meg. |                              |

## Javasolt helyszín
| Megnevezés                     | Kép | Típus  | Kritérium | Év   | Link |
| ------------------------------ | --- | ------ | --------- | ---- | ---- |
| Trakai Történelmi Nemzeti Park |     | vegyes | --        | 2003 | 1821 |